# Team Fakta/2001
Deze pagina toont de renners en de resultaten van de Deense wielerploeg Team Fakta in het jaar 2001, het derde jaar van het bestaan van de wielerformatie.

## Algemeen
| Sponsor - Fakta, een Deense supermarktketen Algemeen manager - Peter Sejer Nielsen | Ploegleider - Kim Andersen Assistenten - Bill Sejer Nielsen - Peter Meinert-Nielsen | Fietsmerk - Viner |

## Renners
| Naam               | Geboortedatum | Nationaliteit | Ploeg 2000                    | # 30.11.2000 (Stand FICP/UCI Wereldranglijst) | # 30.10.2001 (Stand FICP/UCI Wereldranglijst) |
| ------------------ | ------------- | ------------- | ----------------------------- | --------------------------------------------- | --------------------------------------------- |
| Allan-Bo Andresen  | 19.02.1973    | Denemarken    | Team Fakta                    | 1317                                          | 959                                           |
| Kurt-Asle Arvesen  | 09.02.1975    | Noorwegen     | Amica Chips-Tacconi Sport     | 516                                           | 237                                           |
| Lars Ytting Bak    | 16.01.1980    | Denemarken    | neo-prof                      | —                                             | 1392                                          |
| Jimmy Hansen       | 08.02.1974    | Denemarken    | Team Fakta                    | 1781                                          | —                                             |
| Kristoffer Ingeby  | 28.01.1979    | Zweden        | neo-prof                      | 854                                           | 1097                                          |
| Allan Johansen     | 14.07.1971    | Denemarken    | Team Memory Card-Jack & Jones | 375                                           | 910                                           |
| Lennie Kristensen  | 16.05.1968    | Denemarken    | Team Fakta                    | 259                                           | 2014                                          |
| Mikael Holst Kyneb | 05.03.1972    | Denemarken    | Team Memory Card-Jack & Jones | 1262                                          | —                                             |
| Manu Lhoir         | 24.07.1975    | België        | Lotto-Adecco                  | 787                                           | 872                                           |
| Marcus Ljungqvist  | 26.10.1974    | Zweden        | Team Fakta                    | 398                                           | 215                                           |
| Roberto Lochowski  | 16.03.1976    | Duitsland     | Agro-Adler Brandenburg        | 640                                           | 985                                           |
| Jacob Gram Nielsen | 15.06.1976    | Denemarken    | Team Fakta                    | 1575                                          | 994                                           |
| Jørgen Bo Petersen | 11.04.1970    | Denemarken    | Ville de Charleroi-Newsystems | 271                                           | 177                                           |
| Michael Skelde     | 13.08.1973    | Denemarken    | Cycling Horsens               | 479                                           | 665                                           |
| Morten Sonne       | 13.11.1970    | Denemarken    | Team Fakta                    | 682                                           | 379                                           |
| Scott Sunderland   | 28.11.1966    | Australië     | Palmans-Ideal                 | 186                                           | 66                                            |
| Bjørnar Vestøl     | 28.05.1974    | Noorwegen     | Linda McCartney Racing Team   | 346                                           | 501                                           |
| Trent Wilson       | 18.11.1978    | Australië     | neo-prof                      | 852                                           | 987                                           |

## Overwinningen
| - Ronde van Rhodos 3e etappe: Marcus Ljungqvist - Ronde van Normandië 5e etappe: Marcus Ljungqvist - GP Pino Cerami Scott Sunderland - Rund um Düren Bjørnar Vestøl - Ronde van Luxemburg Eindklassement: Jørgen Bo Petersen | - Nationale kampioenschappen Noorwegen (tijdrit): Kurt-Asle Arvesen Zweden (weg): Marcus Ljungqvist - Ronde van Saksen 2e etappe: Morten Sonne 4e etappe (A): Jørgen Bo Petersen Eindklassement: Jørgen Bo Petersen - Ronde van Hessen 5e etappe Bjørnar Vestøl - Ster Elektrotoer 1e etappe Allan-Bo Andresen | - GP de Fourmies Scott Sunderland - Ronde van Rijnland-Palts 3e etappe Marcus Ljungqvist - Parijs-Corrèze 3e etappe Jørgen Bo Petersen - Herald Sun Tour 4e etappe Scott Sunderland 7e etappe (A) Kurt-Asle Arvesen |

1999 · 
2000 · 
2001 · 
2002 · 
2003